# 6AK5
6AK5は、高周波（RF）または中間周波数（IF)増幅器として多用された小型の7ピン シャープ・カットオフ五極管（真空管）である。
最高で400MHzの超高周波数帯域まで広い帯域で使われた。
真空管の時代が終わってもなお、オーディオ分野で使用されている。

## 開発・性能
ベル研究所/ウェスタン・エレクトリックによって開発され、第二次世界大戦のレーダーシステムで中間周波数（IF）増幅器として広く使用された。この真空管は、細かい制御グリッドと、陰極と制御グリッドとの間隔が非常に狭い点が特徴で、これによって高周波帯域で優れた性能を得ることができた。
ミュラード-フィリップスの製品ではEF95の型番で知られており、旧ソ連で製造されたものには6J1P (キリル文字表記: 6Ж1П ) の型番が付けられた。
さらに、定格が拡張された6AK5には、それぞれ6AK5Wおよび6J1P-EV (キリル文字表記：6Ж1П-ЕВ ) の型番が付けられた。
6AK5は、1960年代と70年代に、いくつかのタイプのラジオゾンデ(気象気球ペイロード) で使用された。機器は飛んで行ってしまい回収されることはないので、単一の 6AK5がプリント回路基板に直接はんだ付けされ、回路内で唯一の能動素子として機能し、低周波変調発振器と高周波キャリア発振器および出力段増幅として機能した。

## オーディオ分野
過去には、RF・IF増幅器、VHF増幅用として使われたが、LOMO 19A9 マイクや、Metasonix TM-7 Scrotum Smasherなどのギターエフェクトストンプボックスなど、オーディオ分野でマイクプリアンプとして使われている。